# Juniperus coahuilensis
Juniperus coahuilensis är en cypressväxtart som först beskrevs av Maximino Martínez, och fick sitt nu gällande namn av Henri Marcel Gaussen och Robert Phillip Adams. Juniperus coahuilensis ingår i släktet enar, och familjen cypressväxter. Inga underarter finns listade i Catalogue of Life.